# Henri Salvador

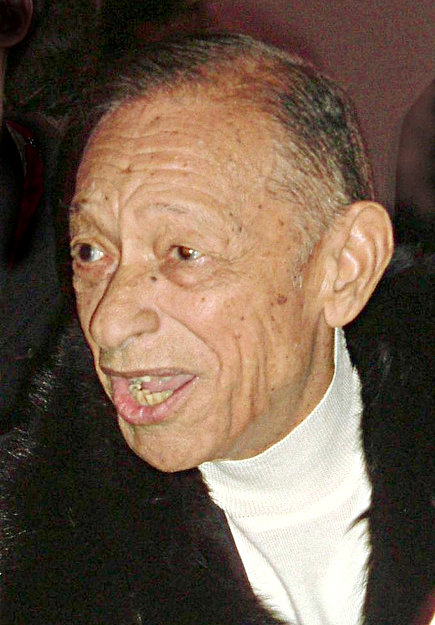
Henri Salvador (2006)

Henri Salvador (* 18. Juli 1917 in Sinnamary, Französisch-Guayana; † 13. Februar 2008 in Paris) war ein französischer Chansonnier, Gitarrist und Fernseh-Moderator. Er arbeitete auch als Komiker, Verleger, Musiker und Schauspieler. Salvador gehörte zu den Begründern des französischen Rock ’n’ Rolls und prägte das kulturelle Leben Frankreichs viele Jahrzehnte. 

## Leben
Henri Salvador kam am 18. Juli 1917 in Französisch-Guayana zur Welt. Sein Vater Clovis war spanischer Abstammung, seine Großmutter mütterlicherseits, Antonine Paterne, stammte aus der Karibik. Er hatte zwei Geschwister. Als er sieben Jahre alt war, zogen Salvadors Eltern nach Paris, wo er noch im frühen Teenageralter die Jazzmusiker Louis Armstrong und Duke Ellington schätzen lernte. Seither stand sein Berufswunsch fest. Gegen den Widerstand der Eltern, die für ihn eine bodenständige Anwaltskarriere ins Auge gefasst hatten, wollte Henri Salvador Musiker werden.
Von Beginn an zeigte Salvador außerordentliches musikalisches Talent. Zunächst noch der Geige und der Trompete zugetan, entdeckte er mit 16 Jahren seine Leidenschaft für die Gitarre und brachte es auf dem Instrument in kürzester Zeit zur Meisterschaft. Nach Gastspielen in verschiedenen Jazz-Combos machte Salvadors komödiantisches Talent ihn 1936 mit dem Violinisten Eddie South bekannt, was in einem gemeinsamen Auftritt endete. Im Anschluss daran lernte Salvador sein großes Idol Django Reinhardt kennen und arbeitete für eine kurze Zeit als Begleitmusiker mit ihm auf Tourneen. Er kooperierte eng mit Boris Vian. 
Kurze Zeit später legte der heraufziehende Krieg in Europa seinen Schatten auch über die Karriere Henri Salvadors. Er verpflichtete sich 1937 für vier Jahre bei der Armee, wo er bis 1941 Dienst tat. Er floh schließlich in das unbesetzte Frankreich und von dort weiter nach Spanien. In der Band von Ray Ventura tourte er bis zum Ende des Krieges durch Südamerika und kehrte 1945 nach Frankreich zurück, wo er eine Karriere als Solomusiker begann.
Aus Südamerika brachte Salvador neue Rhythmen mit, die den Einfluss seines großen Vorbildes Django Reinhardt in den Hintergrund drängten und ihm dabei halfen, seinen eigenen Stil zu entwickeln. Seine ersten Schallplatten im 7″-Format erschienen 1947 und bereiteten den Weg für einen der größten Klassiker aus Salvadors Feder: „Le Loup, La Biche Et Le Chevalier (Une Chanson Douce)“ aus dem Jahr 1949.
In den 1950er Jahren zeigte Salvador wiederum seine Wandlungsfähigkeit. Zu Beginn des Jahrzehnts noch ständiger Gast auf den Bühnen Frankreichs, gab er 1955 sein erstes Gastspiel in den Vereinigten Staaten. Der Musikliebhaber wurde sofort vom anbrechenden Rock-’n’-Roll-Hype erfasst, so dass er nach einem Auftritt in der Ed Sullivan Show und seiner Rückkehr nach Frankreich zu einem der Pioniere des Rock ’n’ Roll wurde.
Zusammen mit seinem Songwriting-Partner Boris Vian machte Salvador unter dem Pseudonym Henry Cording die Franzosen mit den neuen Grooves vertraut. Die Zusammenarbeit der beiden dauerte bis zu Vians Tod im Jahr 1959. In der kurzen Zeit komponierte das Duo über 400 Songs. Das folgende Jahrzehnt wurde zum populärsten von Henri Salvador. Den Startschuss gab das Livealbum „Alhambra“ aus dem Jahr 1960, dem zahlreiche Hitsingles auf Salvadors neu gegründetem Label Disques Salvador folgten.
„Le Lion Est Mort Ce Soir“ von 1962 gehört genauso zu seinen größten Hits wie „Syracuse“ oder „Juanita Banana“, die beide auf Salvadors Label Rigolo erschienen, das er zusammen mit seiner Frau Jacqueline ins Leben rief. Fernsehshows in Italien und Frankreich machten den lebenslustigen Franzosen auch auf der Mattscheibe zum Star, bevor er sich in den 1970er Jahren als erfolgreicher Sänger von Kinderliedern profilierte. Vertonungen der Disney-Soundtracks zu „Robin Hood“ und „Pinocchio“ fallen in diese Zeit. Ab 1975 war er Gastgeber einer Show im französischen Fernsehen. Er entdeckte Keren Ann und Art Mengo. 
1979 ließ Salvador die Zeit mit Vian in Form des Longplayers „Salvador/Vian“ nochmals aufleben und kehrte 1982 auf die Bühne zurück, was sein Album „Live du Spectacle De La Porte De Pantin“ eindrücklich dokumentiert. Die neuerwachte Bühnen- und Aufnahmeaktivität Salvadors fand 1996 in einem Duett mit Ray Charles ihren vorläufigen Höhepunkt. Nach vierjähriger Pause meldete sich der über 80-jährige Lebemann 2000 mit dem Erfolgsalbum „Chambre Avec Vue“ zurück und gab 2004 seinen Fans auf der DVD „Bonsoir Amis“ einen Eindruck seiner trotz des hohen Alters noch immer jugendlichen Bühnenpräsenz.
Mit seinem Album „Chambre Avec Vue“ (2000) erlebte er mit über 80 Jahren noch einmal ein Comeback und machte sich bei der jungen Generation bekannt. Mit vielen talentierten jungen Songwritern an seiner Seite brachte Salvador südamerikanische Bossa-Rhythmen, jazzigen Swing, französische Chansons und leichten Pop zusammen und eroberte damit die Herzen von Musikliebhabern rund um den Globus. Salvador traf mit seinem südländischen Entertainer-Charme einen ähnlichen Nerv wie die Musiker des Buena Vista Social Club mit ihren Songs.
Nach der Gold-Auszeichnung für Chambre Avec Vue begab er sich auf eine ausgedehnte Tournee, die ihn von Frankreich aus durch ganz Europa, Kanada, die USA und Brasilien bis in die Karibik führte. Zwischendurch nahm er das Album Ma Chère Et Tendre auf, das den Erfolg von Chambre Avec Vue wiederholen konnte und ihm die Ernennung zum Kommandeur der Ehrenlegion einbrachte – eine Ehre, die nur sehr wenigen Persönlichkeiten außerhalb des Militärs zuteilwird.
2005 erhielt er den brasilianischen Ehrenorden für kulturelle Verdienste, der ihm von dem Sänger und Kulturminister Gilberto Gil und dem brasilianischen Präsidenten Lula überreicht wurde. Mit dem Preis sollte sein Einfluss auf die brasilianische Kultur, vor allem auf die Bossa Nova, gewürdigt werden.
2006 veröffentlichte Salvador ein neues Album. In „Révérence“ zeigte er seine tiefe Zuneigung Brasilien gegenüber, das Album wurde auch teilweise dort aufgenommen. Gastmusiker waren unter anderem Gilberto Gil und Caetano Veloso.

## Auszeichnung

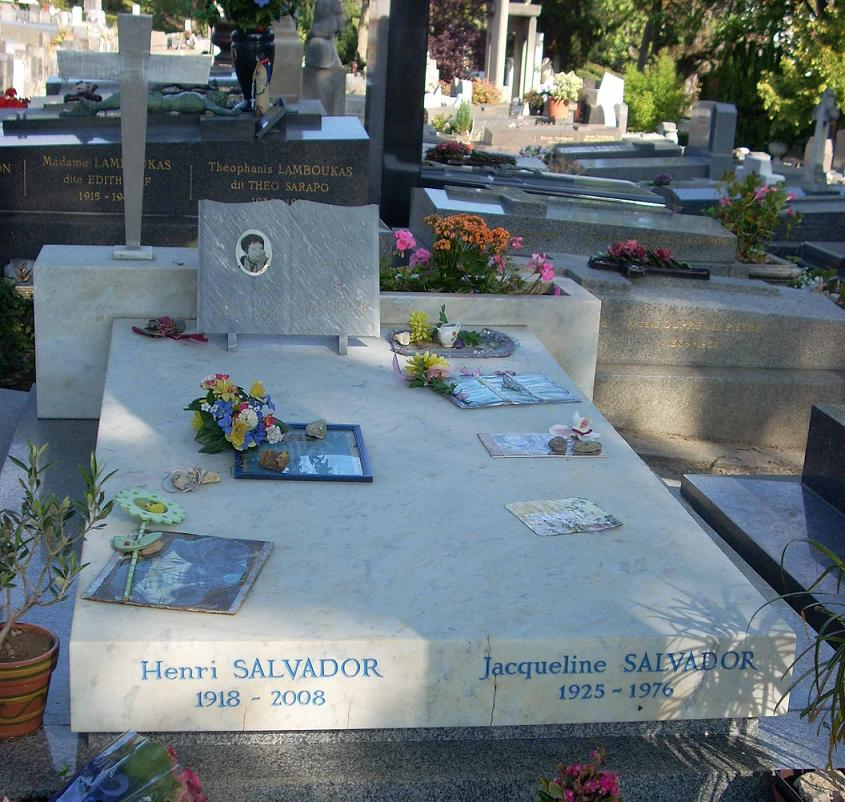
Salvadors Grab (Père-Lachaise)

Er erhielt 1996 den Ehrenpreis der Rose d’Or für sein Lebenswerk.

## Diskografie (Auswahl)

### Alben
| Jahr | Titel              | Höchstplatzierung, Gesamtwochen, AuszeichnungChartplatzierungen (Jahr, Titel, Platzierungen, Wochen, Auszeichnungen, Anmerkungen) | Höchstplatzierung, Gesamtwochen, AuszeichnungChartplatzierungen (Jahr, Titel, Platzierungen, Wochen, Auszeichnungen, Anmerkungen) | Höchstplatzierung, Gesamtwochen, AuszeichnungChartplatzierungen (Jahr, Titel, Platzierungen, Wochen, Auszeichnungen, Anmerkungen) | Anmerkungen                                              |
| Jahr | Titel              | FR | BEW | CH | Anmerkungen                                              |
| ---- | ------------------ | --- | --- | --- | -------------------------------------------------------- |
| 2000 | Chambre Avec Vue   | FR2 Diamant · (94 Wo.)FR | BEW5 Platin · (68 Wo.)BEW | CH65 Gold · (18 Wo.)CH | Erstveröffentlichung: 13. Oktober 2000                   |
| 2002 | Performance!       | FR14 Gold · (22 Wo.)FR | BEW14 (10 Wo.)BEW | — |                                                          |
| 2003 | Ma Chère Et Tendre | FR3 Gold · (35 Wo.)FR | BEW1 (24 Wo.)BEW | CH29 (4 Wo.)CH | Erstveröffentlichung: 17. Oktober 2003                   |
| 2004 | Bonsoir Amis       | FR149 (3 Wo.)FR | — | — |                                                          |
| 2006 | Révérence          | FR5 (29 Wo.)FR | BEW10 (12 Wo.)BEW | CH62 (5 Wo.)CH | Erstveröffentlichung: 13. Oktober 2006                   |
| 2008 | 20 chansons d’or   | — | BEW76 (1 Wo.)BEW | — |                                                          |
| 2012 | Tant de temps      | FR15 (9 Wo.)FR | BEW44 (16 Wo.)BEW | — | Erstveröffentlichung: 18. Juni 2012                      |
| 2009 | Best Of - 3CD      | — | BEW192 (2 Wo.)BEW | — | Erstveröffentlichung: 13. April 2009 Charteinstieg: 2012 |

Weitere Alben
- 2001: Zorro Est Arrivé
- 2002: L’ essentiel henri salvador
- 2003: Chanson Douce

### Singles
| Jahr | Titel Album      | Höchstplatzierung, Gesamtwochen, AuszeichnungChartsChartplatzierungen (Jahr, Titel, Album, Platzierungen, Wochen, Auszeichnungen, Anmerkungen) | Anmerkungen |
| Jahr | Titel Album      | FR | Anmerkungen |
| ---- | ---------------- | --- | ----------- |
| 2000 | Chambre Avec Vue | FR93 (3 Wo.)FR |             |

### Videoalben
- 2004: Bonsoir Amis (FR: Gold)